# Contea di Shengsi
La contea di Shengsi (嵊泗县S) è una contea della Cina, situata nella provincia dello Zhejiang.